# Marquès

Corona de marquès.

Marquès o marqués és un títol nobiliari superior al de comte i inferior al de duc.
A l'època carolíngia el marquès era el comte que administrava un comtat situat en una marca o frontera. Els comtes de Barcelona o de Comtes d'Urgell eren, per tant, alhora marquesos. També foren, però, marquesos els comtes de Tolosa, quan tenien els comtats de Pallars i de Ribagorça.
Tot i que els marquesos potser tenien més poder, a causa d'haver rebut un conjunt gran de comtats, bàsicament, però, gaudien de les mateixes atribucions i funcions que tots els altres comtes.
A la baixa edat mitjana, tenia el títol de marquès aquell que tenia un marquesat. Així, per exemple, d'una manera purament honorífica, el 1330, el rei creà un marquesat de Camarasa o bé, en aquesta mateixa època, un de Tortosa.

## Línia d'honor dels títols nobiliaris
| Emperador | Rei | Príncep | Infant | Duc | Marquès | Comte | Vescomte | Baró | Senyor | Castlà |
| --------- | --- | ------- | ------ | --- | ------- | ----- | -------- | ---- | ------ | ------ |